# Synarmadillo globus
Synarmadillo globus är en kräftdjursart som beskrevs av Gustav Budde-Lund 1908A. Synarmadillo globus ingår i släktet Synarmadillo och familjen Armadillidae. Inga underarter finns listade i Catalogue of Life.